# Uránia Könyvtár
Az Uránia Könyvtár egy 20. század eleji magyar könyvsorozat volt, amely a következő köteteket tartalmazta:
- I. füzet. Marczali Henrik. Magyarország története. (84 l.) 1901. – .50
- II. füzet. Farkas Géza dr. ifj. A nemzet gazdálkodása. (67 l.) – .50
- III. füzet. Thanhoffer Lajos dr. Hogyan észlelünk, érezünk és mozgunk? (65 l.) 1903. – .50
- IV. füzet. Szeremley Barna. Arany János jelleme „Epilogus”-a tükrében. (157 l.) 1904. – .50
- V. füzet. Pekár Károly dr. Modern felfogásunk és az ember világhelyzete. (95 l.) 1905. 1.–